# Sekvenční fotografie

Eadweard Muybridge, sekvenční snímky pohybu psa.

Sekvenční fotografie nebo sekvenční snímání nebo sekvenční expozice (z lat. sequentia - pořadí) je výrazová forma fotografie, která zobrazuje fotografický záznam děje v řadách nebo sériích více snímků za sebou.

## Historie
Pionýři chronofotografie vyvinuli na konci 19. století nové metody sériového snímání, aby mohli zkoumat jednotlivé fáze pohybu. Eadweard Muybridge se začal o pohyb zajímat v roce 1873 a roku 1878 se mu podařilo vyhrát sázku, že kůň v klusu má všechny 4 nohy ve vzduchu. V dřevěné budově postavil 24 fotografických přístrojů, na jeden okraj závodiště zavěsil bílý horizont a na druhý umístil v pravidelných intervalech řadu fotoaparátů. Přes dráhu položil provázky, které v okamžiku, kdy je běžící kůň přetrhl, postupně uvolnily pružinové závěrky fotoaparátů. Již tenkrát Muybridge použil expoziční doby až 1/6000 sekundy. Většinu snímků exponoval 1/1000 sekundy, na tu dobu také velmi krátkým expozičním časem.

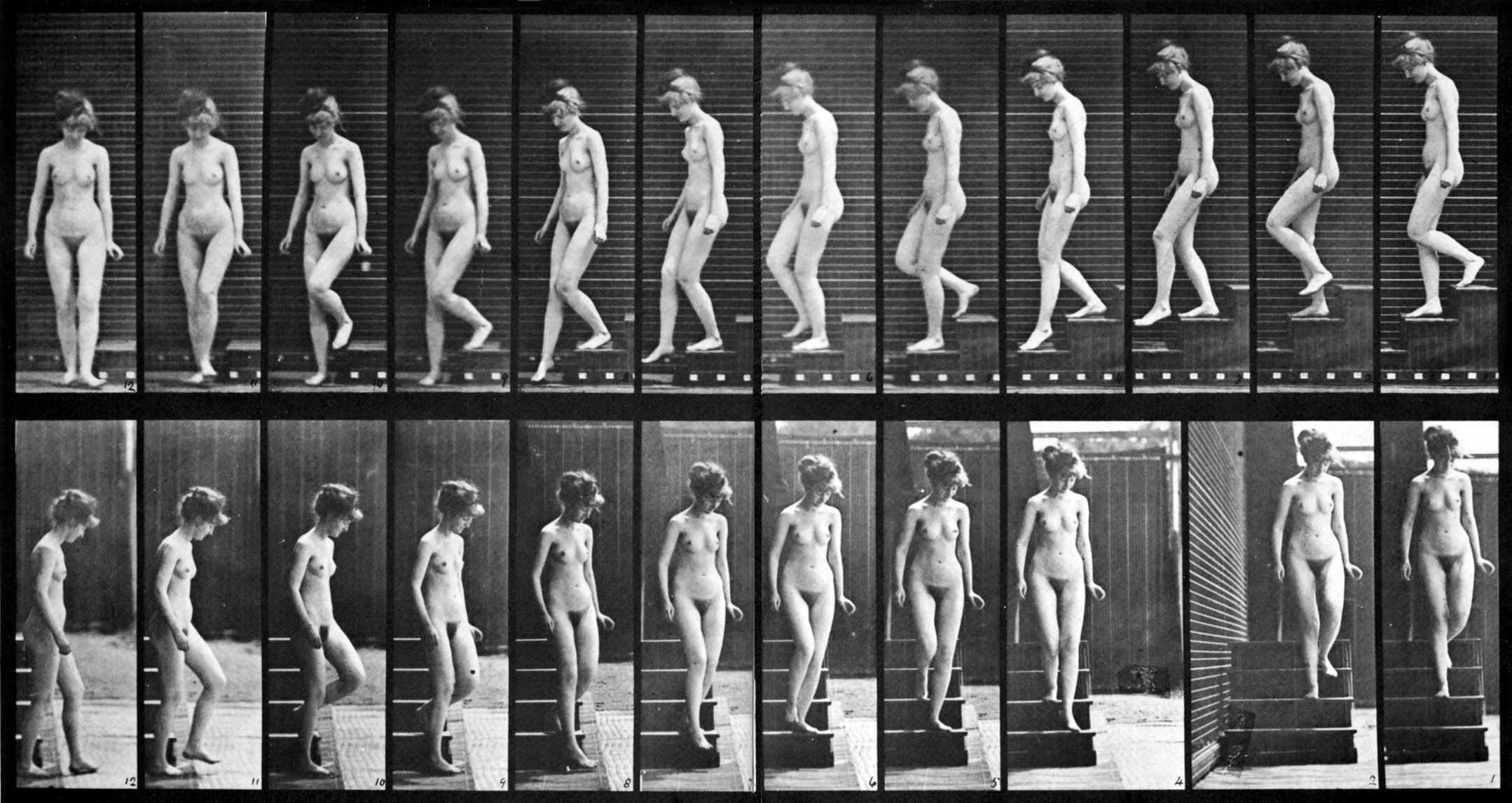
Žena scházející ze schodů z díla The Human Figure in Motion, Eadweard Muybridge. Tato sekvence inspirovala Marcela Duchampa k malbě díla Akt sestupující po schodišti

Nápad využít sérii fotografií pro vytvoření iluze pohybu měl také Antoine Claudet, student Louise Daguerra působící v Londýně.
Tyto historické série sekvenčních obrázků byly důležitým impulsem k rozvoji „pohyblivých obrazů“ kinofilmu.

## Současnost
Současní výrobci umožňují v běžných fotoaparátech používat funkci sekvenčního snímání. Při sekvenčním fotografování se z časových důvodů pořizují snímky se stejným zaostřením a stejnou expozicí. Běžné digitální i klasické fotoaparáty dokáží snímat rychlostí 2-3 snímky za sekundu, výkonnější DSLR 5 sn/sec. Přístroje určené pro profesionály snímají 8-10 snímků za sekundu v plné kvalitě.
Počet a rychlost snímků u digitálních přístrojů záleží na kapacitě vyrovnávací paměti a velikosti a rychlosti paměťové karty. U klasických fotoaparátů záleží na rychlosti převíjení filmu a jeho délce.
Dalším typem sekvenční fotografie je intervalová expozice, u které lze ručně nastavit prodlevu mezi jednotlivými expozicemi.

## Příklady
Velmi populární jsou snímky, na kterých je současně zobrazen například strom nebo architektura v různých ročních obdobích.

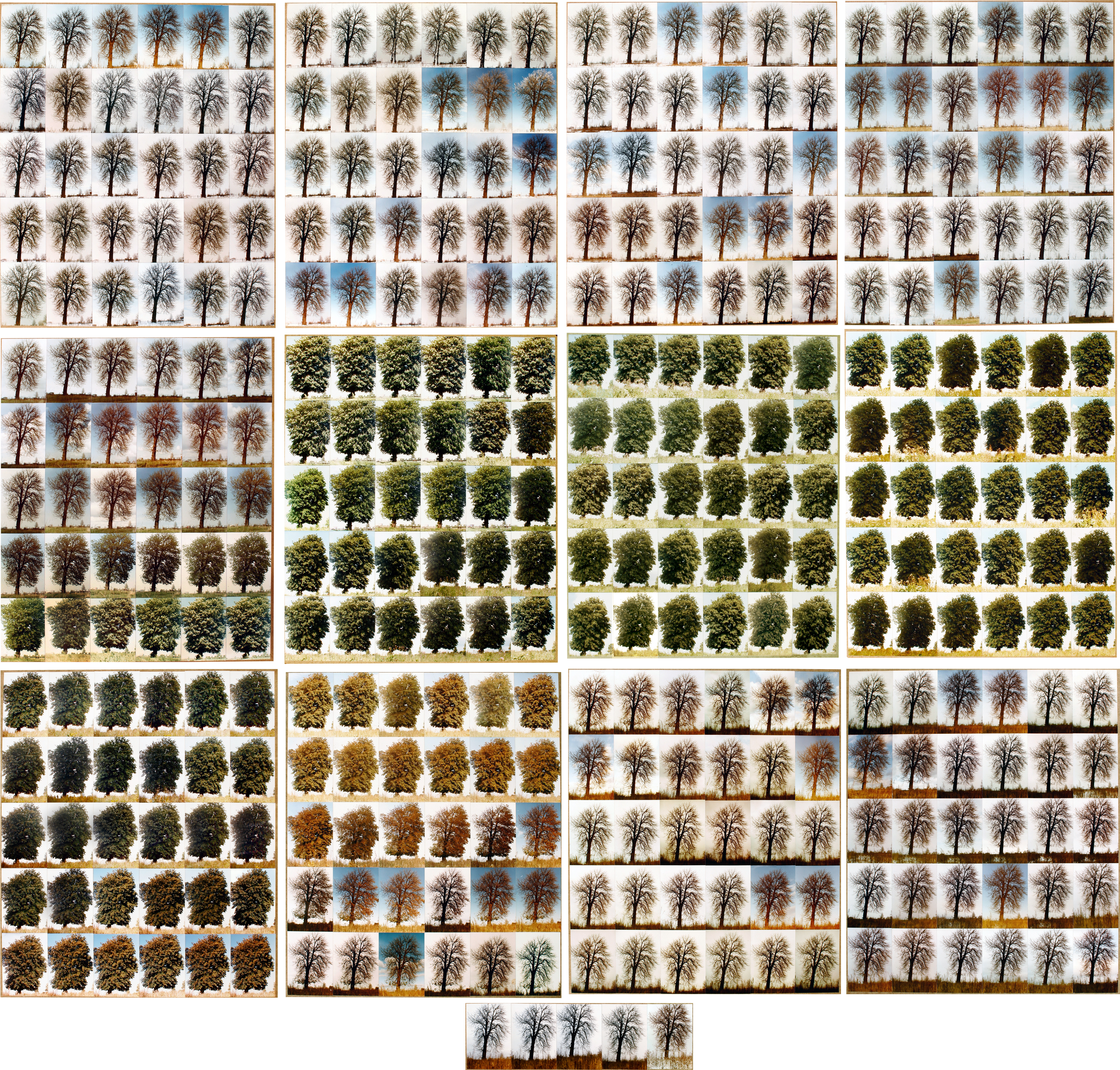
Jacek Tylicki: 365 dní roku 1979
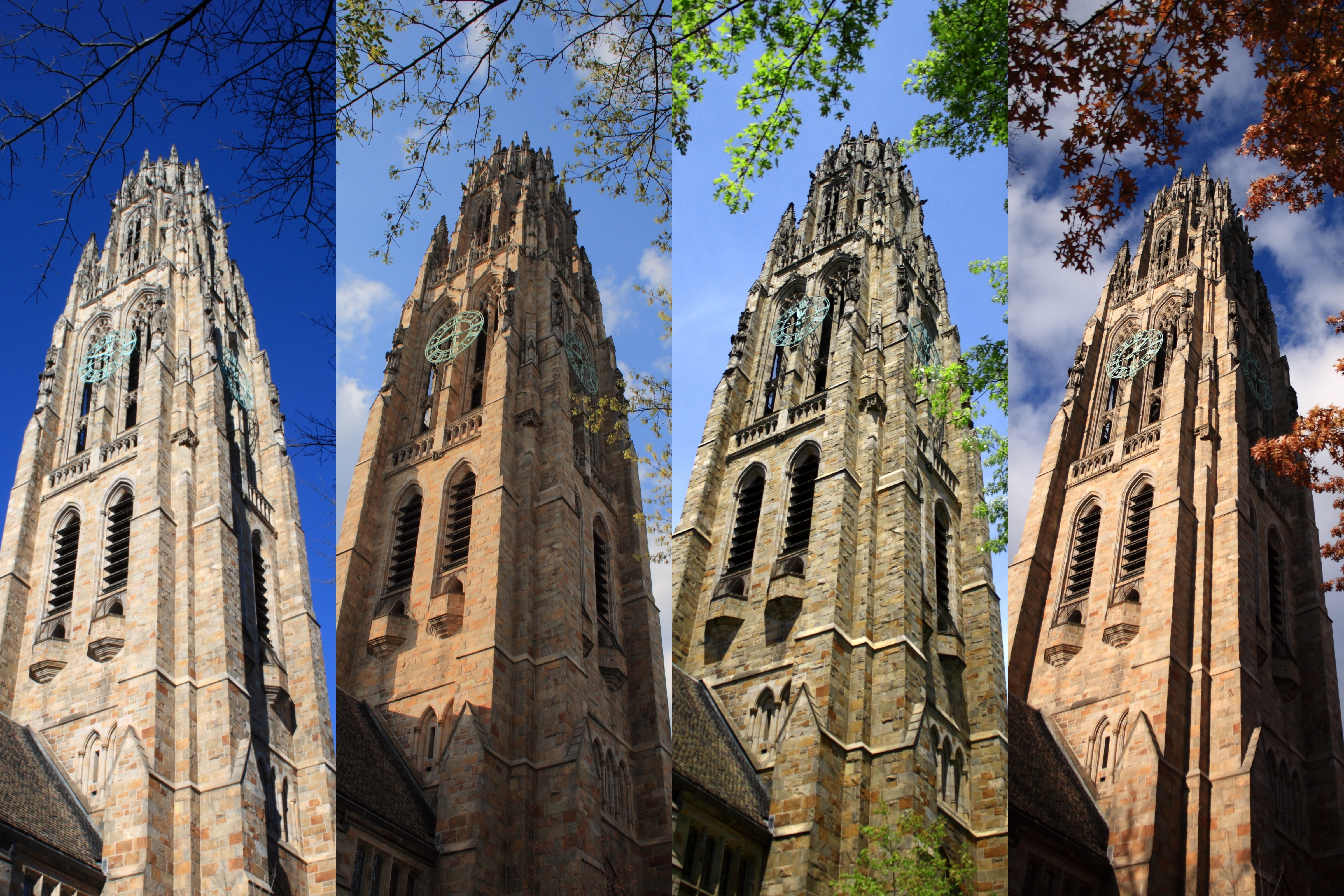
Harkness Tower v zimě, na jaře, v létě a na podzim
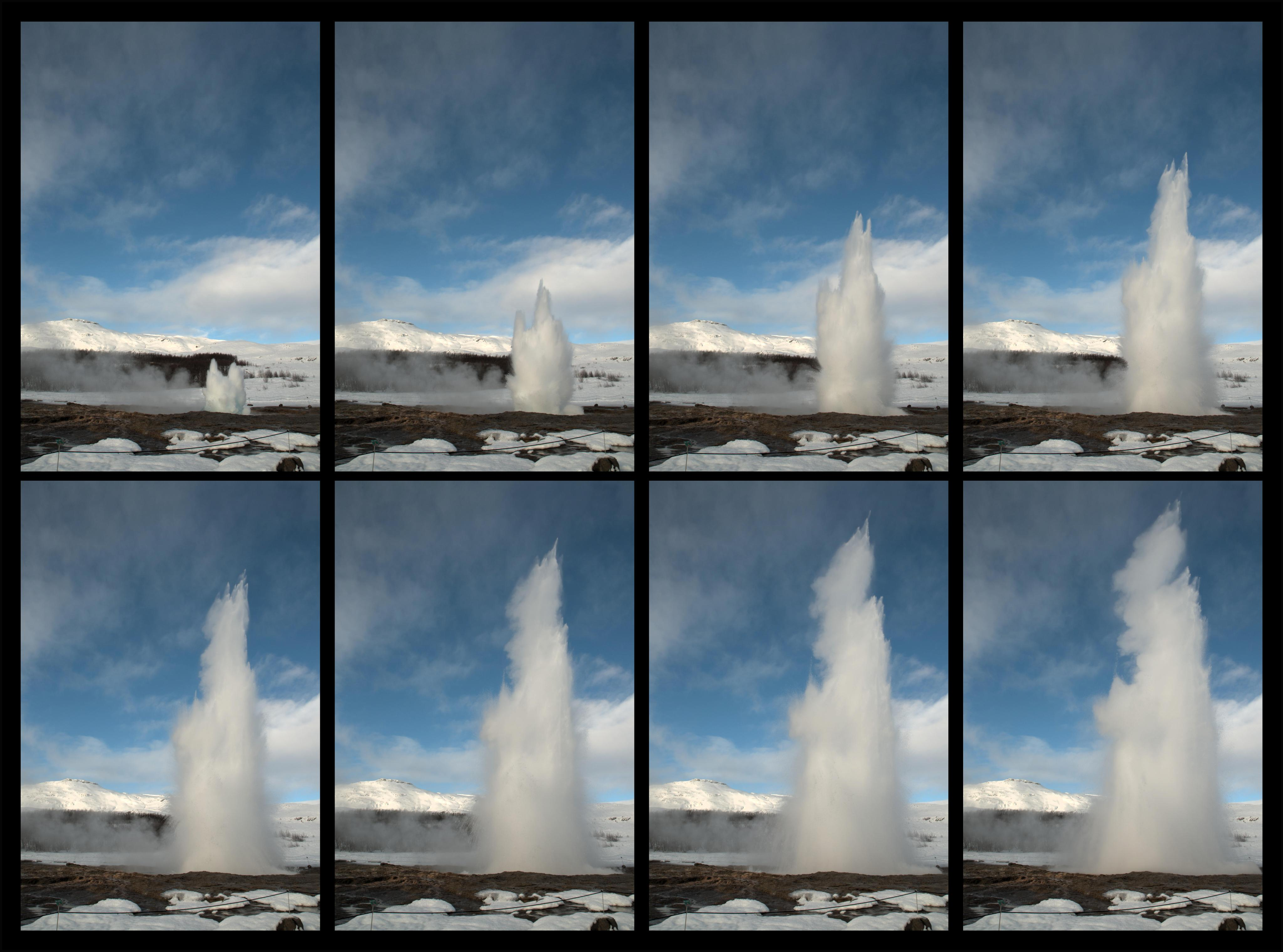
Erupce gejzíru Strokkur na Islandu.